# Mauro Biello
Mauro Biello est un joueur et entraîneur canadien de soccer né le 8 août 1972 à Montréal. Après avoir connu une carrière de joueur à Montréal, il devient entraîneur.

## Biographie
Mauro Biello naît et grandit à Montréal. Fils d’immigrés italiens, il joue au soccer mais rêve de devenir joueur du Canadien. Alors qu'il joue avec le club amateur de Montréal-Concordia, Biello est retenu avec l'équipe du Canada des moins de 17 ans de soccer et dispute le championnat qualificatif pour la Coupe du monde de football des moins de 17 ans en 1991.
S'illustrant lors de cette compétition, il est repêché à l’âge de 18 ans par le Supra Montréal de la Ligue canadienne de soccer, équipe avec laquelle il amorce sa carrière professionnelle en 1992. Il est le capitaine de l'équipe de l'Impact de Montréal qu'il a rejointe en 1993. Il a toujours joué avec l'Impact sauf lors de la 1999 où il évolua avec les Raging Rhinos de Rochester.
Il a joué 335 matches dont 307 avec l'Impact de Montréal (ce qui donne 26 107 minutes de jeu dans la ligue ou 23 767 minutes de jeu avec l'équipe). C'est un joueur assez discipliné, puisqu'il n'a reçu que 15 cartons et ne fut expulsé qu'une seule fois.
Il devient entraîneur-adjoint de l’Impact de Montréal le 19 novembre 2009, après une carrière de 19 saisons à titre de joueur professionnel, dont 16 campagnes sous les couleurs du onze montréalais. Il a été nommé entraîneur-chef par intérim à la suite de la mise à la porte de Frank Klopas, le 30 août 2015.
Grâce à une fiche de sept victoires, deux verdicts nuls et deux défaites en saison régulière ainsi qu'en raison de la participation aux demi-finales de conférence lors des séries, Mauro Biello est confirmé à la tête de l'Impact pour la saison 2016 le 13 novembre 2015. S'il atteint la finale de conférence en 2016, la saison 2017 est plus difficile, et son équipe échoue dans sa qualification aux séries. Par conséquent, il est démis de ses fonctions d'entraîneur le 23 octobre 2017. Quelques mois après la fin de son aventure montréalaise, il est recruté par la fédération canadienne pour être entraîneur adjoint de la sélection canadienne.
Après le départ de John Herdman, sélectionneur depuis 2018, pour le Toronto FC, Mauro Biello est nommé à sa succession par intérim le 28 août 2023,.

## Sélections
Mauro Biello fait ses débuts en équipe nationale du Canada le 28 mai 1995 contre le Chili.
Quatre sélections et zéro but avec le Canada entre 1995 et 2000.

## Statistiques
| Saison                | Club                       | Championnat           | Championnat | Championnat | Championnat | Coupe(s) nationale(s) | Coupe(s) nationale(s) | Coupe(s) nationale(s) | Compétition(s) continentale(s) | Compétition(s) continentale(s) | Compétition(s) continentale(s) | Compétition(s) continentale(s) | Séries | Séries | Séries | Total | Total | Total |
| Saison                | Club                       | Division              | M.          | B.          | P.d.        | M.                    | B.                    | P.d.                  | Comp.                          | M.                             | B.                             | P.d.                           | M.     | B.     | P.d.   | M.    | B.    | P.d.  |
| 1993                  | Impact de Montréal         | APSL                  | 5           | 0           | 1           | -                     | -                     | -                     | -                              | -                              | -                              | -                              | -      | -      | -      | 5     | 0     | 1     |
| 1994                  | Impact de Montréal         | APSL                  | 13          | 2           | 0           | -                     | -                     | -                     | -                              | -                              | -                              | -                              | 4      | 0      | 0      | 17    | 2     | 0     |
| 1995                  | Impact de Montréal         | A-League              | 17          | 5           | 1           | -                     | -                     | -                     | -                              | -                              | -                              | -                              | 3      | 0      | 0      | 20    | 5     | 1     |
| 1996                  | Impact de Montréal         | A-League              | 22          | 6           | 3           | -                     | -                     | -                     | -                              | -                              | -                              | -                              | 3      | 2      | 1      | 25    | 8     | 4     |
| 1997                  | Impact de Montréal         | A-League              | 25          | 8           | 10          | -                     | -                     | -                     | -                              | -                              | -                              | -                              | 5      | 2      | 0      | 30    | 10    | 10    |
| 1998                  | Impact de Montréal         | A-League              | 27          | 11          | 13          | -                     | -                     | -                     | -                              | -                              | -                              | -                              | 0      | 0      | 0      | 27    | 11    | 13    |
| 1999                  | Raging Rhinos de Rochester | A-League              | 28          | 8           | 4           | 5                     | 2                     | 1                     | -                              | -                              | -                              | -                              | 7      | 3      | 1      | 40    | 13    | 6     |
| 2000                  | Impact de Montréal         | A-League              | 28          | 5           | 8           | -                     | -                     | -                     | -                              | -                              | -                              | -                              | -      | -      | -      | 28    | 5     | 8     |
| 2001                  | Impact de Montréal         | A-League              | 25          | 8           | 4           | -                     | -                     | -                     | -                              | -                              | -                              | -                              | -      | -      | -      | 25    | 8     | 4     |
| 2002                  | Impact de Montréal         | A-League              | 25          | 3           | 7           | -                     | -                     | -                     | -                              | -                              | -                              | -                              | 4      | 0      | 0      | 29    | 3     | 7     |
| 2003                  | Impact de Montréal         | A-League              | 28          | 7           | 6           | -                     | -                     | -                     | -                              | -                              | -                              | -                              | 2      | 0      | 0      | 30    | 7     | 6     |
| 2004                  | Impact de Montréal         | A-League              | 22          | 1           | 4           | -                     | -                     | -                     | -                              | -                              | -                              | -                              | 5      | 1      | 0      | 27    | 2     | 4     |
| 2005                  | Impact de Montréal         | USL-1                 | 28          | 9           | 3           | -                     | -                     | -                     | -                              | -                              | -                              | -                              | 2      | 0      | 0      | 30    | 9     | 3     |
| 2006                  | Impact de Montréal         | USL-1                 | 28          | 3           | 3           | -                     | -                     | -                     | -                              | -                              | -                              | -                              | 2      | 0      | 0      | 30    | 3     | 3     |
| 2007                  | Impact de Montréal         | USL-1                 | 15          | 1           | 2           | -                     | -                     | -                     | -                              | -                              | -                              | -                              | 2      | 0      | 0      | 17    | 1     | 2     |
| 2008                  | Impact de Montréal         | USL-1                 | 17          | 1           | 0           | 1                     | 0                     | 0                     | LCC                            | 4                              | 0                              | 0                              | 4      | 0      | 1      | 26    | 1     | 1     |
| 2009                  | Impact de Montréal         | USL-1                 | 19          | 2           | 0           | 0                     | 0                     | 0                     | LCC                            | 0                              | 0                              | 0                              | 4      | 0      | 0      | 23    | 2     | 0     |
| Total sur la carrière | Total sur la carrière      | Total sur la carrière | 372         | 80          | 69          | 6                     | 2                     | 1                     | -                              | 4                              | 0                              | 0                              | 47     | 8      | 3      | 429   | 90    | 73    |

## Palmarès
Impact de Montréal
- Vainqueur de l'American Professional Soccer League en 1994.
- Vainqueur de la USL First Division en 2004 et 2009.
- Vainqueur de la saison régulière de la USL First Division en 1995, 1996, 1997, 2005 et 2006.
- Vainqueur de la Coupe des Voyageurs en 2002, 2003, 2004, 2005, 2006, 2007 et 2008.
- Vainqueur du Championnat canadien en 2008.

 Rhinos de Rochester
- Vainqueur de la Coupe des États-Unis en 1999.